# Karl Radek
Karl Berngárdovich Rádek (Leópolis, Imperio austrohúngaro, 31 de octubre de 1885 - Verjneuralsk, Óblast de Cheliábinsk, Unión Soviética, 19 de mayo de 1939), fue un periodista, político y revolucionario comunista polaco de origen judío. Militó en distintas organizaciones marxistas polacas, alemanas y rusas, siendo miembro de la Internacional Comunista. Mantuvo posturas cercanas al nacionalismo dentro del Partido Bolchevique.

## Biografía
Rádek nació en 1885 en Lemberg, Austria-Hungría, (hoy Lvov, Ucrania). Su nombre original era Karol Sobelsohn, pero tomó el nombre de Rádek de un personaje del libro Syzyfowe prace de Stefan Żeromski, con el que simpatizaba.
Ingresó en el Partido Socialdemócrata de Polonia en 1902, y participó en la Revolución de 1905 en Varsovia. En 1913 conoció a Lenin y Zinóviev, y se unió a los bolcheviques. Durante la I Guerra Mundial, desde su exilio en Suiza, fue un activista contra la guerra. Tras el estallido de la Revolución de Febrero de 1917 en Rusia, viajó junto a Lenin y otros revolucionarios hacia Petrogrado, aunque no pudo entrar en territorio ruso al tener nacionalidad austriaca. Fue después del estallido de la Revolución de Octubre y la victoria de los bolcheviques cuando volvió a Rusia para unirse al Partido Comunista, siendo nombrado miembro del Comité Central bolchevique. Estuvo en Alemania entre 1918 y 1920, ayudando a la organización del movimiento comunista como emisario de la Komintern, participando en la fundación del Partido Comunista de Alemania.
En 1920 Rádek regresó a Rusia para trabajar en la Internacional Comunista. Sus diferencias con Stalin y su apoyo inicial a las tesis de Trotski provocaron su salida del Comité Central del Partido y, finalmente, su expulsión en 1927. Rádek era partidario de acelerar el ritmo de la colectivización de la economía y de la industrialización, por lo que al virar Stalin en esa dirección, a partir de 1929, encabezó a los opositores que trataron de reconciliarse con el gobierno estalinista, logrando ser readmitido en el seno del Partido en 1930. Posteriormente fue acusado de alta traición y finalmente "confesó" sus crímenes durante el Juicio de los Diecisiete o Segundo Juicio de Moscú (1937). Se confirmó que murió en 1939 en una riña con otro prisionero que, como fue demostrado luego, era el agente del NKVD Stepánov, quien actuó bajo las órdenes de Lavrenti Beria. Karl Rádek fue rehabilitado en 1988, durante la perestroika.

## Obras
- Los senderos de la Revolución Rusa (1922)
- León Trotski, el organizador de la victoria (1923)